# Pedro José Blanco
Pedro José Blanco, auch Pedro Josef, (* um 1750; † 23. Dezember 1811 in Cuenca) war ein spanischer Komponist, Organist und Harfenist.

## Leben
Aus Blancos Leben sind kaum biographische Anhaltspunkte überliefert. Einige Zeit wirkte er als Organist und Harfenist der Domkapelle zu Cuenca. Wahrscheinlich war er in ähnlicher Position auch an der Kathedrale in Ciudad Rodrigo tätig.
Blancos einsätziges Konzert für zwei Orgeln in G-Dur erklingt bis heute zuweilen im Konzert und ist vom Komponisten alternativ auch zur Ausführung durch 2 Harfen oder für Orgel und Harfe vorgesehen. Anneke Uittenbosch und Ton Koopman spielten das Konzert 1975 ein.

## Werke
- Konzert G-Dur für zwei Orgeln[3]